# Орден Святого благоверного великого князя Александра Невского
Орден святого благоверного великого князя Александра Невского — общецерковная награда Русской Православной Церкви, входит в перечень высших орденов РПЦ и является пятым по старшинству орденом РПЦ. Девиз ордена — «Не в силе Бог, а в правде» (цитата из жития святого благоверного великого князя Александра Невского, приписываемая ему).

## История ордена
Участники заседания Священного Синода Русской Православной Церкви, состоявшегося 13 апреля 2021 года, имели суждение об учреждении ордена святого благоверного великого князя Александра Невского.
Синод постановил учредить в числе высших орденов Русской Православной Церкви орден святого благоверного великого князя Александра Невского и включить его в перечень высших орденов после ордена святителя Алексия, митрополита Киевского, Московского и всея Руси, с внесением соответствующих изменений в перечни орденов и медалей в Положения о наградах Русской Православной Церкви.
Члены Синода также постановили утвердить статус ордена святого благоверного великого князя Александра Невского и включить его в Положение о наградах Русской Православной Церкви после статута ордена святителя Алексия, митрополита Киевского, Московского и всея Руси.
Изменения и дополнения в Положение о наградах Русской Православной Церкви принимаются Святейшим Патриархом и Священным Синодом с последующим утверждением Архиерейским Собором 14 апреля 2023 года.

## Статут ордена

#### Учреждение
Орден учрежден определением  Святейшего Патриарха Кирилла и Священного Синода от 13 апреля 2021 г. по случаю 800-летия благоверного князя Александра Невского — выдающегося правителя Древней Руси, талантливого полководца и дипломата, человека глубокой веры и благочестия.

#### Степени
Орден благоверного князя Александра Невского имеет три степени.

##### Знаки ордена первой степени
1) Знак ордена представляет собой золотистый четырехконечный крест с расширяющимися концами и прямыми внешними сторонами, концы покрыты красной прозрачной эмалью. В центре креста круглый медальон, с позолоченной рельефной монограммой «АН» (Александр Невский) на белом эмалевом фоне. Вокруг медальона расположен красный эмалевый пояс с девизом: «НЕ В СИЛЕ БОГ, А В ПРАВДЕ», выполненный золотистыми буквами. В нижней части пояса помещены перекрещенные лавровые ветви. Между концами креста располагаются золотистые оливковые ветви о пяти листьях и трех плодах, черенками к центру.
Знак посредством ушка и кольца крепится к орденской ленте. На обратной стороне знака имеется номер, зарегистрированный в Патриаршей наградной комиссии. Материалы: серебро, позолота, горячая ювелирная эмаль, финифть.
Размер знака ордена 60х60 мм.
2) Звезда ордена — восьмиконечная, образованная 8 группами золотистых лучей, окаймленных дорожками из металлических зерен. В центре звезды расположен круглый медальон с поясным изображением благоверного князя Александра Невского. Правая рука святого прижата к сердцу, в левой — меч. По сторонам, над плечами, стилизованная надпись: над правым плечом в две строки — СТЫЙ БЛАГОВѢРНЫЙ, над левым плечом в две строки — КȤЬ АЛЕѮАНДРЪ НЕВСКIЙ. Медальон выполнен в технике художественной финифти. Вокруг медальона располагается пояс, покрытый красной эмалью с девизом: «НЕ В СИЛЕ БОГ, А В ПРАВДЕ», выполненным золотистыми буквами. В нижней части пояса помещены перекрещенные лавровые ветви. Пояс обрамлен фианитами. В оглавии медальона — позолоченная митра с эмалевым узором, увенчанная крестом. На обратной стороне звезда ордена имеет номер, зарегистрированный в Патриаршей наградной комиссии. Материалы: серебро, позолота, горячая ювелирная эмаль, фианиты, финифть. Размер звезды ордена 80х80 мм. Крепление: булавка.
3) Лента ордена шелковая муаровая, красного цвета, шириной 95 мм, носимая через правое плечо светскими лицами, архиереями и клириками носимая на шее.
4) Звезда ордена носится на левой стороне груди; при наличии других орденов Русской Православной Церкви располагается среди них согласно перечню орденов.
5) Планка ордена представляет собой прямоугольную металлическую пластину, обтянутую муаровой лентой красного цвета. В центре орденской планки расположена миниатюрная золотистая звезда ордена. Размеры планки ордена: 29х13 мм. На обратной стороне имеется приспособление для крепления.
6) Планка ордена может носиться на повседневной одежде и располагается в таких случаях на левой стороне груди. При наличии других орденов Русской Православной Церкви планка ордена благоверного князя Александра Невского располагается согласно перечню орденов.

##### Знаки ордена второй степени
1) Знак ордена представляет собой серебристый четырехконечный крест с расширяющимися концами и прямыми внешними сторонами, концы покрыты красной прозрачной эмалью. В центре креста золотистый круглый медальон, с рельефным поясным изображением благоверного князя Александра Невского. Правая рука святого прижата к сердцу, в левой — меч. По сторонам, над плечами, стилизованная надпись: над правым плечом в две строки — СТЫЙ БЛАГОВѢРНЫЙ, над левым плечом в две строки — КȤЬ АЛЕѮАНДРЪ НЕВСКIЙ.
Вокруг медальона расположен красный эмалевый пояс с девизом: «НЕ В СИЛЕ БОГ, А В ПРАВДЕ», выполненным золотистыми буквами. В нижней части пояса помещены перекрещенные лавровые ветви. Между концами креста располагаются серебристые оливковые ветви о пяти листьях и трех плодах, черенками к центру.
Знак посредством ушка, кольца и треугольной планки крепится к орденской ленте. На обратной стороне знак ордена имеет номер, зарегистрированный в Патриаршей наградной комиссии. Материалы: серебро, позолота, горячая ювелирная эмаль. Размер знака ордена 60х60 мм.
2) Звезда ордена — восьмиконечная, образованная 8 группами серебристых лучей, окаймленных дорожками из металлических зерен. В центре звезды расположен золотистый круглый медальон, с рельефной монограммой «АН» (Александр Невский) на белом эмалевом фоне. Вокруг медальона расположен красный эмалевый пояс с девизом: «НЕ В СИЛЕ БОГ, А В ПРАВДЕ», выполненным золотистыми буквами. В нижней части пояса помещены перекрещенные лавровые ветви. На обратной стороне звезда ордена имеет номер, зарегистрированный в Патриаршей наградной комиссии. Материалы: серебро, позолота, горячая ювелирная эмаль. Размер звезды ордена 80х80 мм. Крепление: булавка.
3) Лента ордена шелковая муаровая красного цвета, шириной 40 мм, носимая на шее.
4) Звезда ордена носится на левой стороне груди; при наличии других орденов Русской Православной Церкви располагается среди них согласно перечню орденов.
5) Планка ордена представляет собой прямоугольную металлическую пластину, обтянутую муаровой лентой красного цвета. В центре орденской планки расположена миниатюрная серебристая звезда ордена. Размеры планки ордена: 29х13 мм. На обратной стороне имеется приспособление для крепления.
6) Планка ордена может носиться на повседневной одежде и располагается в таких случаях на левой стороне груди. При наличии других орденов Русской Православной Церкви планка ордена благоверного князя Александра Невского располагается согласно перечню орденов.

##### Знаки ордена третьей степени
1)	Знак ордена представляет собой серебристый четырехконечный крест с расширяющимися концами и прямыми внешними сторонами, концы покрыты красной прозрачной эмалью. В центре креста серебристый круглый медальон, с рельефным поясным изображением благоверного князя Александра Невского. Правая рука святого прижата к сердцу, в левой — меч. По сторонам, над плечами, стилизованная надпись: над правым плечом в две строки — СТЫЙ БЛАГОВѢРНЫЙ, над левым плечом в две строки — КȤЬ АЛЕѮАНДРЪ НЕВСКIЙ. Вокруг медальона расположен красный эмалевый пояс с девизом: «НЕ В СИЛЕ БОГ, А В ПРАВДЕ», выполненным серебристыми буквами. В нижней части пояса помещены перекрещенные лавровые ветви. Между концами креста располагаются серебристые оливковые ветви о пяти листьях и трех плодах, черенками к центру.
На обратной стороне знак ордена имеет номер, зарегистрированный в Патриаршей наградной комиссии. Материалы: серебро, горячая ювелирная эмаль. Размер знака ордена 60х60 мм. Крепление: булавка.
2) Знак ордена носится на левой стороне груди; при наличии других орденов Русской Православной Церкви располагается среди них согласно перечню орденов.
3)	Планка ордена представляет собой прямоугольную металлическую пластину, обтянутую муаровой лентой красного цвета. В центре орденской планки расположен серебристый миниатюрный знак ордена. Размеры планки ордена: 29х13 мм. На обратной стороне имеется приспособление для крепления.
4)	Планка ордена может носиться на повседневной одежде и располагается в таких случаях на правой стороне груди. При наличии других орденов Русской Православной Церкви планка ордена благоверного князя Александра Невского располагается согласно перечню орденов.

##### Медаль ордена
1)	Медаль представляет собой золотистый круг с рантом, по краю заполненный зернами, в центре медали — рельефное поясное изображение благоверного князя Александра Невского. Правая рука святого прижата к сердцу, в левой — меч. По сторонам, над плечами, стилизованная надпись: над правым плечом в две строки — СТЫЙ БЛАГОВѢРНЫЙ, над левым плечом в две строки — КȤЬ АЛЕѮАНДРЪ НЕВСКIЙ. По краю медали расположен пояс, с девизом: «НЕ В СИЛЕ БОГ, А В ПРАВДЕ», выполненным рельефными буквами. В нижней части пояса помещены перекрещенные лавровые ветви. Медаль при помощи ушка и кольца крепится к трапециевидной колодке. Лента колодки шелковая муаровая красного цвета. Материалы: латунь, позолота. Диаметр медали: 35 мм. Крепление: булавка.
2)	Медаль ордена благоверного князя Александра Невского носится на левой стороне груди и располагается среди прочих медалей согласно перечню медалей. 
3)	Планка медали представляет собой прямоугольную металлическую пластину, обтянутую муаровой лентой красного цвета. Размеры планки медали: 24х13 мм. На обратной стороне имеется приспособление для крепления.
4)	Планка медали может носиться на повседневной одежде и располагается в таких случаях на левой стороне груди среди прочих согласно перечню медалей.
5)	Медалью ордена благоверного князя Александра Невского, награждаются военнослужащие, дипломаты, государственные деятели, священнослужители, монашествующие и миряне, внесшие выдающийся вклад в защиту и процветание Отечества, в укрепление мира и согласия между живущими в нем народами, в развитие межгосударственных отношений, внешних связей Русской Православной Церкви, а также внесшие выдающийся личный вклад в дело увековечения подвига благоверного князя Александра Невского, в том числе в строительство и реставрацию храмов и иных памятных мест, связанных с его именем.

## Награждение
Орденом благоверного князя Александра Невского награждаются военнослужащие, дипломаты, государственные деятели, священнослужители, монашествующие и миряне, внесшие выдающийся вклад в защиту и процветание Отечества, в укрепление мира и согласия между живущим в нем народами, в развитие межгосударственных отношений, внешних связей Русской Православной Церкви, а также внесшие выдающийся личный вклад в дело увековечения подвига благоверного князя Александра Невского, в том числе в строительство и реставрацию храмов и иных памятных мест, связанных с его именем.
Первые награждения церковным орденом святого благоверного князя Александра Невского состоялись в Петербурге после Божественной литургии в Свято-Троицком соборе  Александро-Невской Лавры 12 сентября 2021 года.  Митрополит Санкт-Петербургский и Ладожский Варсонофий и  губернатор города Александр Беглов были удостоены ордена святого Александра Невского II степени, наместник Александро-Невской Лавры епископ Кронштадтский Назарий, вице-губернатор Александр Бельский и заместитель руководителя администрации губернатора Валерий Калугин — того же ордена III степени. Начальник городского отдела по связям с религиозными объединениями Владимир Иванов награжден медалью ордена святого Александра Невского.